# Antoine Tamestit
Antoine Tamestit (París, 11 de julio de1979) es un violista francés.

## Datos biográficos
Hijo del violinista y compositor Gérard Tamestit, Antoine Tamestit estudió en el Conservatorio de París en el curso de Jean Sulem. Fue después alumno de Jesse Levine y tocó en el Cuarteto de Tokio en la Universidad de Yale,
Logró en el año 2000 el primer premio del Concurso internacional de violín Maurice Vieux, en 2001 en el Concurso internacional de violín William Primrose, en 2003 en el concurso de los Young Concierto Artists Audiciones en Nueva York y finalmente, en 2004, en el Concurso internacional ARD de Múnich Fue nombrado New Generación Artist del canal BBC para 2005-2006 y 2006-2007 y fue nombrado Revelación Solista instrumental del año en las Victoires de la musique classique, en el 2007.
Es miembro del «Trío Zimmerman», fundado en 2007 por el violinista Frank Peter Zimmermann.
De 2007 a 2013 fue profesor de viola en la Hochschule für Musik und Tanz Köln (Colonia). Desde septiembre de 2013, enseña en el Conservatorio de París.
Antoine Tamestit toca una viola de  Étienne Vatelot y desde 2008, un Stradivarius de 1672, el «Mahler», prestado a Tamestit por la fundación suiza Habisreutinger.

## Discografía
- 2004 : George Benjamin, con Tabea Zimmermann.
- 2007 : Mozart, Quinteto K. 542, Trío para clarinete « de las quillas » y Adagio K. 411, invitado por Nicolas Baldeyrou, clarinete.
- 2007 : Bach y Ligeti, Chaconne (2006, Ambroisie AM 111).
- 2008 : Alfred Schnittke Concerto para alto (1985) ; Chostakovitch, Sonate para alto y piano - Markus Hadulla, piano ; Philharmonique de Varsovia, dir. Dmitri Kitayenko (octubre de 2007 y enero de 2008, Ambroisie AM 168) (OCLC 921871373 OCLC 921871373)
- 2009 : Mozart, Sinfonía concertante - Renaud Capuçon, viola ; Tamestit Antoine, viola ; Scottish Orquesta de Cémara, dir. Louis Langrée (Virgin Classics) (OCLC 981309405 OCLC 981309405)
- 2010 : Schubert Sonata Arpeggione & Lieder - Markus Hadulla, piano y Sandrine Piau, soprano (abril junio de 2009, Naive V 5219) (OCLC 602942122 OCLC 602942122)
- 2011 : Bruno Mantovani Concerto para dos vilas y orquesta con Tabea Zimmermann ; Orquesta philharmonique de Lieja, dir. Pascal Rophé (6-10 de julio de 2009, Æse) (OCLC 824508396 OCLC 824508396)
- 2012 : Berlioz, Harold en Italia & Las Noches de verano - Anne-Sophie Mutter - Los Músicos de Louvre-Grenoble, dir. Marc Minkowski (abril 2011, Ingenua V 5266) (OCLC 758440982 OCLC 758440982)
- 2013 : Bach, Continuaciones para violoncelle solo nuestros 1, 3, 5, transcripción para alto (mayo septiembre de 2012, Ingenua V 5300) (OCLC 861787056 OCLC 861787056)
- 2014 : Berlioz, Harold en Italia - Orquesta Sinfónica de Londres, dir. Valery Gergiev (noviembre de 2013, LSO-Live) (OCLC 944255475 OCLC 944255475)

En música de cuarto, Antoine Tamestit aparece igualmente, en Schubert (La Truite en Pantatone), Mendelssohn (Octuor para BBC Music), Schumann (con Éric El Prudente, en Alpha), Fauré (Cuartetos con piano) con el Trío Wanderer en Harmonia Mundi.